# Branca de Anjou
Branca de Anjou, também conhecida como Branca de Nápoles (em castelhano:  Blanca; 1280 — Barcelona, 14 de outubro de 1310)  foi rainha consorte de Aragão, Sicília, Sardenha e Córsega como a segunda esposa de Jaime II de Aragão.

## Família
Branca foi a segunda filha e sexta criança nascida do rei Carlos II de Nápoles e da princesa Maria da Hungria. Seus avós paternos eram o rei Carlos I da Sicília e Beatriz da Provença. Seus avós maternos eram o rei Estêvão V da Hungria e Isabel da Cumânia.
Branca tinha vários irmãos, entre eles: o sucessor do pai, Roberto I de Nápoles; Carlos Martel, rei da Hungria; Leonor, rainha da Sicília; Maria, rainha de Maiorca; Margarida, Condessa de Anjou, mãe de Filipe VI de França, etc.

## Biografia
Branca esteve noiva do marquês João I de Monferrato em 1290, filho de Guilherme VII de Monferrato e da infanta Beatriz de Castela. O pai de Branca estava ajudando ele a defender Monferrato, na esperança de transformá-lo em um vassalo. Contudo, o noivado foi terminado, e João morreu em 1305, sem filhos.

### Casamento
O casamento de Branca com o rei aragonês foi o resultado do Tratado de Anagni, entre seu pai, Jaime, e o Papa Bonifácio VIII. No tratado, além de ser estabelecido o casamento entre Branca e Jaime, o Papa prometia ao rei a investidura das ilhas italianas de Sardenha e Córsega.
Eles se casaram em Vilabertran, na Catalunha, em 1 de novembro de 1295, no dia de Todos os Santos. Ele havia sido casado com Isabel de Castela, mas o casamento foi anulado. Jaime era filho de Pedro III de Aragão e de Constança de Hohenstaufen.
No ano seguinte, Branca foi coroada rainha de Aragão, em Saragoça.
A rainha morreu em 14 de outubro de 1310, com cerca de 30 anos. Nesta época ela atuava como regente do reino, durante a ausência do marido. Ela foi sepultada no Mosteiro de Santes Creus, em Aiguamúrcia, na atual Espanha.

## Descendência
O casal teve dez filhos:
- Jaime de Aragão e Anjou (1296 – 20 de maio de 1334), era o herdeiro aparente do trono. Casou-se com Leonor de Castela, porém o casamento não foi consumado e ele renunciou ao trono para se tornar um monge;
- Afonso IV de Aragão (1299 – 24 de janeiro de 1336), sucessor do pai como rei. Foi marido de Teresa de Entença, e depois de Leonor, a ex-esposa de seu irmão;
- Maria de Aragão (1299 – 1347), senhora de Cameros como esposa do infante Pedro de Castela;
- Constança de Aragão (1 de abril de 1300 – 19 de agosto de 1327), esposa de João Manuel de Castela, príncipe de Villena. Foi mãe da rainha Constança Manuel, consorte de Afonso XI de Castela e depois de Pedro I de Portugal;
- Isabel de Aragão (1300 - 12 de julho de 1330), rainha da Germânia como esposa de Frederico, o Belo. Teve descendência;
- Juan de Aragón y Anjou (1301 – 19 de agosto de 1334), foi arcebispo de Toledo e Patriarca Latino de Alexandria;
- Pedro de Aragão (1305 – 4 de novembro de 1381), conde de Ribagorça e Ampúrias. Foi casado com Joana de Foix, e pai de Leonor de Aragão, rainha de Chipre;
- Branca de Aragão (1307 – 1348), foi prioresa do Mosteiro de Santa Maria de Sigena;
- Raimundo Berengário de Aragão (1308 – 1364), conde de Ribagorça e Ampúrias. Sua primeira esposa foi Branca de Taranto, com quem teve dois filhos, e sua segunda esposa foi Maria Álvarez de Ejérica, com quem teve um filho;
- Iolanda de Aragão (outubro de 1310 – após 19 de julho de 1353), primeiramente foi esposa de Filipe de Tarento, déspota da Romênia, e depois foi casada com Lopes de Luna, senhor de Segorbe. Sem descendência;